# こしゃくなレディ
『こしゃくなレディ』は、スターダストレビュー21枚目のシングル。1991年7月10日に発売された。

## 収録曲
全作曲：根本要
1. こしゃくなレディ
作詞：山本秀行、編曲：三谷泰弘
テレビ朝日系「はなきんデータランド」エンディング・テーマ
2. 夜更けのリフ〜midnight riff
作詞：平井森太郎、編曲：スターダストレビュー